# Cristóbal M2
Cristóbal M2 (також San Cristóbal, карабін Кіралі-Крістобаль, автоматична гвинтівка Крістобаль) — автоматичний карабін, розроблений в Домініканській республіці на основі угорського пістолета-кулемета Kiraly 39M і італійського пістолета-кулемета Beretta MAB 38.

## Історія створення та виробництва
Карабін, як і Kiraly 39M, був створений угорським інженером Палом Кіралі, який емігрував до Домініканської республіки в 1948 році.
Понад 200 000 одиниць зброї було виготовлено на збройовому заводі ісп. Armería San Cristóbal в 1950—1966 роках. Назва заводу є відсиланням до назви провінції Сан-Крістобаль, яка була батьківщиною домініканського диктатора Рафаеля Трухільйо. Після вбивства Трухільйо 31 травня 1961 року уряд вирішив не підтримувати місцеву військову промисловість і виробництво зброї почало падати. В 1990 році Cristóbal M2 перестав бути основною вогнепальною зброєю в домініканській армії, хоча і досі використовується як навчальна зброя у військово-навчальних закладах Домініканської республіки.
В 1962 році був створений більш компактний варіант М1962, який також випускався серійно.

## Конструкція
Автомат (автоматичний карабін) Cristobal M2 використовує автоматику з напіввільним затвором системи Кіралі, у якій гальмування відкоту бойової личини (передньої частини затвора) здійснюється завдяки двоплечому важелю, який взаємодіє зі ствольною коробкою і масивним тілом затвора. У початковий момент відкоту рухомих частин, поки нижнє плече важеля взаємодіє зі ствольною коробкою, відбувається розгін важкого тіла затвора щодо бойової личини, тим самим уповільнюючи швидкість відкоту самої личини, що утримує в патроннику гільзу. Після того, як важіль виходить із зачеплення зі ствольною коробкою, група затвора продовжує відкіт за інерцією вже як єдина деталь. Стрільба ведеться з відкритого затвора, одиночними пострілами й чергами. Вибір режиму вогню здійснюється за допомогою двох спускових гачків — натискання на передній — одиночні постріли, на задній — автоматичний вогонь. Запобіжник у вигляді важеля розташований зліва на ствольній коробці. Живлення патронами здійснюється з відокремлених коробчастих магазинів на 30 патронів від американського карабіна М1. Ложа дерев'яна, з напівпістолетною шийкою, приціл відкритий, регульований по дальності від 100 до 500 метрів (карабін М1962 мав спрощений перекидний цілик).
Конструктивно Cristóbal M2 ближче до пістолетів-кулеметів, але набій, який використовувався в автоматі — .30 Carbine — значно переважав по потужності пістолетні набої, хоча поступався проміжним.

## Оператори
- Домініканська республіка
- Куба (почали експортуватись за часів правління Фульхенсіо Батиста, активно використовувались в Кубинській революції, зокрема Че Геварою)